# Thérapie sociale
 (mars 2016).
Si vous disposez d'ouvrages ou d'articles de référence ou si vous connaissez des sites web de qualité traitant du thème abordé ici, merci de compléter l'article en donnant les références utiles à sa vérifiabilité et en les liant à la section « Notes et références ».
La thérapie sociale est une pratique d'analyse en groupes conceptualisée par Charles Rojzman.

## Définition
Selon Charles Rojzman, qui est un praticien de l'action sociale depuis les années 1980, il s'agit à la fois d'une pensée, d'une pratique et d'une pédagogie. Il la définit comme une psychothérapie du lien qui doit prévenir et guérir les violences, rendant possible la résolution de problèmes complexes par l'intelligence collective et permettant une nouvelle éducation à la démocratie (Rojzman, Rothenbühler, 2015 ; Rothenbühler I. et N., 2025).

### Une nouvelle forme de psychothérapie
En rencontrant la pensée de plusieurs théoriciens du groupe, il considère que des phénomènes « conservateurs » voire pathologiques sont à l’œuvre dans les groupes, mais qu'il est possible de les faire évoluer par une conduite de groupe appropriée. C'est le rôle du « thérapeute social », que Charles Rojzman forme dans l'Institut éponyme qu'il a fondé, comme « guérisseur blessé », à savoir une personne authentique qui ne chercherait pas à masquer ses blessures pour garantir son autorité[réf. souhaitée].

### Une nouvelle éducation à la vie démocratique
Pour Charles Rojzman, la thérapie sociale est une éducation à la démocratie, la citoyenneté participant ici d' « un savoir-être où l'objectif consiste à amener chacun à transcender les rapports de forces pour situer les échanges dans la sphère de la raison » (Donzelot, 2003, p. 220). Selon lui, il s'agit de prendre en compte la vie émotionnelle, dans la perspective d'avoir un effet sur la raison critique : qu'elle soit de moins en moins manipulée par cette vie, même si celle-ci continue à l'influencer. Il s'efforce ainsi d'« éduquer » les membres de ses groupes à l'esprit critique et de leur permettre de maximaliser leurs potentialités sociales, car, selon lui, l'idéalisation de la démocratie empêche de voir la nécessité d'éduquer les citoyens à l'esprit critique, et la démocratie n'est pas un acquis, mais « une aspiration » (Rojzman, 1999, p. 35), un horizon à rejoindre, où maximiser les potentialités de chacun et de tous à participer à la vie de la cité. Sa démarche s'inscrit ainsi dans les problématiques philosophiques soulevées par Spinoza autour de la démocratie comme appareillage politique d'une lutte contre la domination de l'homme par l'homme,  « notre pente naturelle nous condui[sant] à la régression autoritaire » (Rojzman, 1999, p. 35) :

« On ne peut politiquement éviter ou enrayer cette domination qu'en s'appuyant sur le jeu organisé de la diversité des opinions, des passions et des institutions de contre-pouvoirs, donc sur des conflits qui sont à la fois inévitables et nécessaires pour la liberté de tous dans et par la liberté commune. En s'appuyant même, s'il le faut, sur la ténacité des haines... »

— Bove, 2013, p. 10

### Un dispositif de résolution de problèmes complexes
Selon lui, la thérapie sociale peut aider les participants de ses groupes à mieux travailler ou vivre ensemble, partout où les gens n'y arrivent pas et doivent le faire : relation quotidienne (dans les nouveaux territoires urbains appelés quartiers d'habitat social par exemple), éducation à la vie démocratique (comme après le drame du génocide rwandais, ou à l'échelle d'une métropole européenne autour de l'accueil des migrants), pédagogie. Selon sa conceptualisation, la thérapie sociale vise, pour les participants de ses groupes, à reconquérir une autonomie dans l'appréciation et la résolution des problèmes de violences, notamment dans le domaine scolaire (Rothenbühler I., 2011 ; Keith, 2015), urbain (Donzelot, 2003, p. 220), politique (Staub, 2011, p. 485-486), dans les champs professionnel (Rothenbühler I., 2014), conjugal ou familial (Rothenbühler N., 2013), par l'encapacitation des individus et des groupes, plus précisément des individus dans le potentiel de transmutation du groupe : partout où de l'inter-personnel, l'implication, entrent en « crise », le sens se cherche plutôt dans les relations (Picard et Marc, 2012, p. 75). Il s'agit de permettre aux acteurs des situations de rechercher des solutions concertées aux problèmes collectifs qu'ils rencontrent et qui les font souffrir.

## Les principes de la thérapie sociale

### Un travail sur la posture
Selon Charles Rojzman, l'individu vit dans des groupes qui ont pour effet de « métaboliser » ses questionnements, et dont les modifications vont, plus que sa volonté propre, le faire évoluer, l'ouvrir à de nouvelles idées et réalités. Le thérapeute social va s'efforcer de proposer des espaces suffisamment « contenants » pour que les participants puissent faire un travail sur eux-mêmes en s'appuyant sur leurs expériences et leurs affects. De fait,

« Il ne suffit pas d'exprimer le malheur pour en être délivré. Il ne suffit pas de partager sa souffrance pour que tout soit réglé. Encore faut-il que ce partage permette de soutenir l'activité de penser. »

— Delage, 2007, p. 165
Le collectif tient d'abord dans la multiplicité d'échanges et de circulations imperceptibles : ambiance, tacite, transports d'affects. Çà et là, un quelque chose se trame. Le thérapeute est ici garant de cette incertitude concertée en travaillant la porosité de la frontière au soin. Il s'efforce ainsi de permettre la mise en relief de ce qui, selon lui, agit les individus, comme l'égoïsme, le manque de sens ou l'image dévalorisée de soi, la paranoïa, affections qui attaquent les sphères du vivre ensemble.
Le travail du thérapeute consiste à être au service du groupe, à donner aux participants « suffisamment de sécurité, d'amour et de valorisation » (Rojzman, Rothenbühler, 2015, p. 195) pour qu'ils puissent prendre, dans le groupe, le risque de montrer tout ce qu'ils sont. Savoir où on doit arriver – groupe comme individu – n'est pas savoir comment, qui dépend de la vie du groupe et des manifestations de chacun. Travailler sur soi permet cette sorte de spontanéité exempte de l'esprit de manipulation et de la violence : d'où que le thérapeute ne doit pas forcer sa conduite, « chercher à protéger les participants contre la violence et contre le mal qu'on leur fait, ni les guider dans une direction pour les sortir de l'impasse »  (Rojzman, Rothenbühler, 2015, p. 191). Il doit apporter une attention suffisante à la multiplicité des affects qui saisissent les membres à l'intérieur du groupe, et à la diversité concrète dont ces affects les pénètrent, y compris lui-même, utilisant « la totalité de sa personne avec ses zones d'ombre, ses qualités, ses faiblesses et ses forces »  (Rojzman, Rothenbühler, 2015, p. 196-7). Tout ce qui est pensable n'est pas bon à vivre, mais il faut pouvoir en faire l'expérience pour penser la vie : « Sans la compréhension de nos motivations inconscientes, il est impossible de favoriser un véritable changement en profondeur, de sortir des violences qui font obstacles à la coopération » (Rojzman, Rothenbühler, 2015, p. 197).

### Se soigner soi-même avec les autres
En thérapie sociale, coopérer c'est :
- créer un espace où les gens peuvent servir de miroir,
- créer le cadre où les gens arrivent à travailler ensemble, et où le thérapeute peut travailler avec tout le monde ;
- expérimenter à partir des relations « pacifiées », en travaillant avec les émotions (la découverte de son « ombre »).

 (avril 2016).
- Si vous ne connaissez pas le sujet, laissez ce bandeau (vous pouvez alors contacter les auteurs).
- Si vous supprimez le contenu mis en cause (vous pouvez préalablement contacter les auteurs),

argumentez précisément cette suppression dans la page de discussion
(un manque de référence n'est pas un argument ; une recherche réelle de référence doit avoir été effectuée, être formellement documentée).
Selon Charles Rojzman, quand les gens commencent à pouvoir reconnaître qu'ils sont dans une posture de victimisation s'initie le changement – une sortie du fantasme en quoi consiste l'accès à la réalité sur laquelle on va pouvoir agir. La complexité, c'est une cohérence non-manichéenne, qui contient de l'ambivalence, de la contradiction.

### Transformer la violence en conflit
Selon Charles Rojzman et ses collaborateurs, la violence se manifeste par des voies plus ou moins « subtiles » dans la relation à l'autre (Rothenbühler N., 2014). L'autre perçu comme objet, inférieur, cause de nos malheurs, irrécupérable, diabolique, produit une action (Rojzman, Rothenbühler, 2015, p. 91-98) : la maltraîtance (faire du mal à l'autre), l'humiliation (l'autre comme inférieur, nul ou méprisable), l'abandon (l'autre ne mérite pas notre intérêt) et/ou la culpabilisation (uniquement l'autre est responsable).

« Les émotions et la formation intimes et personnelles sont ces micro-outils intermédiaires, ces institutions intimes qui font la force et la puissance de notre capacité de médiation, de filtrage, de réception, mais aussi d'accueil du milieu, et donc d'inscription de l'autre. »

— Pain, 2003, p. 174
Être capable de combattre sans violence ce qui empêche la créativité collective est rendu possible si on est conscient des transferts dans le groupe, si on arrive à faire « jouer l'opposition entre le conflit associé à la souffrance et le savoir associé à la reconnaissance mutuelle » (Donzelot, 2003, p. 220), si on est capable d'entretenir un niveau de confiance autour de ce que la victimisation crée comme violence chez l'autre. Selon lui, le conflit est dès lors une alternative à la violence :

« On cherche même à transformer la violence en conflit, avant de chercher à la réduire ou à la supprimer. Mais il importe bien de distinguer ces deux termes : dans la violence, l'autre est déshumanisé ou diabolisé ; dans le conflit, il reste un être humain dont on peut prendre en compte les besoins et les points de vue, tout en étant en désaccord avec lui. Le conflit peut s'exprimer avec agressivité, comme la violence, mais il représente une véritable confrontation des points de vue, des valeurs et des émotions. »

— Rojzman, 2009, p. 183

### Le changement individuel et les changements institutionnels
S'intéresser autrement au discours de l'autre est fonction de la plasticité dans l'articulation du désir et de l'institution. La coopération doit amener des changements de l'institution, donner à chacun la capacité d'agir sur son environnement en même temps que le cadre préserve la santé psychique des individus. Le thérapeute social s'efforce de rendre les participants de ses groupes attentifs aux facteurs de culpabilisation, à ce qui bloque les processus de transformation du champ subjectif, promouvant, comme le propose Félix Guattari, une micropolitique. Il s'agit de proposer une éducation à la vie démocratique, qui implique des transformations profondes dans les modes de vie, et rend nécessaire une nouvelle relation à l'autorité. L'individu s'engage dans un type de relation plus coopérative avec l'autorité qui accepte d'être faillible.

## Le métier d'intervenant en thérapie sociale
L'intervenant en thérapie sociale crée des cadres facilitant la coopération et le conflit. Il est intervenant dans des structures, des groupes, des établissements scolaires, etc., pour permettre de créer un cadre de confiance permettant aux personnes d'avoir plus de confiance pour se parler de manière plus authentique, de faire circuler l'information et permettre plus de conflit et de coopération. En un mot, l'intervenant crée des espaces de rencontres, de dialogues vrais permettant plus de coopération.
Les intervenants en thérapie sociale ont une attestation de formation d'intervenant en thérapie sociale, qui s'obtient en trois ans (soit deux cycles) et qui est suivie obligatoirement par de la supervision par l'Institut Inédits pour pouvoir se présenter officiellement en tant qu'intervenant en thérapie sociale supervisé. L'attestation de la garantie de leur pratique est faite une fois qu'ils sont certifiés par l'Institut.